# Bonnetia cubensis
Bonnetia cubensis är en tvåhjärtbladig växtart som först beskrevs av Britt., och fick sitt nu gällande namn av Howard. Bonnetia cubensis ingår i släktet Bonnetia och familjen Bonnetiaceae. Inga underarter finns listade i Catalogue of Life.